# Грацский технический университет
Грацский технический университет (нем. Technische Universität Graz, также Университет имени эрцгерцога Иоганна (нем. Erzherzog-Johann-Universität)) — высшее учебное заведение в городе Граце, Австрия, один из пяти университетов федеральной земли Штирия. Наряду с Венским техническим университетом он является одним из двух технических университетов Австрии.

## Цифры и факты
На зимний семестр 2009/10 подали заявления 11 265 студентов, среди которых 14,7 % иностранцев.
В 2015/16 учебном году зарегистрировано 13 171 студентов, среди которых 18,1% иностранцев.

## История
Университет был основан в 1811 году как техническое учебное заведение эрцгерцогом Иоганном.
Совместно с Грацским университетом имени Карла и Франца университет принимает участие в кооперационном проекте NAWI Грац, в рамках которого значительная часть факультета естествознания и соответствующие родственные подразделения Технического университета проводят совместные исследования и обучение.
В зимний семестр 2006—2007 годов стартовали совместные программы обучения в области химии, молекулярной биологии и почвоведения. Разрабатываются совместные учебные программы по математике и физике. В летнем семестре 2015 года стартовала магистерская заочная программа «Space Systems and Business Engineering».

## Факультеты[5]
- Факультет архитектуры
- Инженерно-строительный факультет
- Факультет машиностроения и экономических наук
- Факультет электроники и вычислительной техники
- Факультет технической математики и физики
- Факультет технической химии, технологических методов и биотехнологии
- Факультет информатики

## Знаменитые личности
- Никола Тесла — физик, инженер, изобретатель в области электротехники и радиотехники
- Карл Терцаги — геолог и инженер-строитель, один из основоположников механики грунтов
- Александр Торнквист — геолог и палеонтолог, ректор.
- Маргарете Шютте-Лихоцки — первая австрийская женщина-архитектор, деятельница антифашистского движения
- Ойген Зенгер — конструктор, автор идеи суборбитального «рикошетирующего» бомбардировщика